# Hometown (Illinois)
Hometown – miasto w Stanach Zjednoczonych, w stanie Illinois, w hrabstwie Cook.